# Mistrzostwa Europy U-16 w koszykówce mężczyzn
Mistrzostwa Europy U-16 w koszykówce mężczyzn (oficjalna nazwa: FIBA Europe Under-16 Championship, wcześniej FIBA Europe Championship for Cadets) – mistrzostwa Europy w koszykówce mężczyzn do lat 16 zainaugurowano w 1971 roku. Do 2003 roku były rozgrywane co dwa lata, od tamtego czasu są rozgrywane co rok. W mistrzostwach bierze udział 16 zespołów.

## Dywizja A

### Rezultaty
| Rok  | Gospodarz                         | Mecz o złoty medal   | Mecz o złoty medal | Mecz o złoty medal | Mecz o brązowy medal | Mecz o brązowy medal | Mecz o brązowy medal |
| Rok  | Gospodarz                         | Złoto                | Wynik              | Srebro             | Brąz                 | Wynik                | 4. miejsce           |
| ---- | --------------------------------- | -------------------- | ------------------ | ------------------ | -------------------- | -------------------- | -------------------- |
| 1971 | (Gorycja)                         | Jugosławia           | 74–60              | Włochy             | ZSRR                 | 56–55                | Hiszpania            |
| 1973 | (Angri i Summonte)                | ZSRR                 | 68–57              | Hiszpania          | Jugosławia           | 77–74                | Włochy               |
| 1975 | (Ateny i Saloniki)                | ZSRR                 | 64–61              | Grecja             | Jugosławia           | 74–72                | Włochy               |
| 1977 | (Le Touquet i Berck)              | Turcja               | 68–66              | Jugosławia         | ZSRR                 | 95–70                | Włochy               |
| 1979 | (Damaszek)                        | Jugosławia           | 103–100            | Włochy             | Hiszpania            | 122–82               | RFN                  |
| 1981 | (Saloniki i Katerini)             | ZSRR                 | 72–57              | Włochy             | RFN                  | 78–64                | Finlandia            |
| 1983 | (Tübingen i Ludwigsburg)          | Jugosławia           | 89–86              | Hiszpania          | RFN                  | 72–69                | Grecja               |
| 1985 | (Ruse)                            | Jugosławia           | 99–81              | Hiszpania          | Włochy               | 85–81                | RFN                  |
| 1987 | (Székesfehérvár i Kaposvár)       | Jugosławia           | 83–77              | Włochy             | ZSRR                 | 84–76                | Hiszpania            |
| 1989 | (Guadalajara, Tarancón i Cuenca)  | Grecja               | 81–79              | Jugosławia         | Włochy               | 63–59                | Turcja               |
| 1991 | (Kastoria, Komotini i Saloniki)   | Włochy               | 106–91             | Grecja             | Hiszpania            | 87–67                | Turcja               |
| 1993 | (Trabzon, Giresun i Samsun)       | Grecja               | 76–58              | Hiszpania          | Rosja                | 72–62                | Turcja               |
| 1995 | (Setúbal, Seixal i Almada)        | Chorwacja            | 75–62              | Hiszpania          | Grecja               | 73–72                | Macedonia Północna   |
| 1997 | (Pepinster, Kortrijk i Quaregnon) | Jugosławia           | 100–87             | Rosja              | Izrael               | 65–55                | Francja              |
| 1999 | (Polzela, Celje i Laško)          | Jugosławia           | 59–48              | Grecja             | Turcja               | 81–63                | Francja              |
| 2001 | (Ryga)                            | Jugosławia           | 55–43              | Rosja              | Hiszpania            | 75–74                | Litwa                |
| 2003 | (Madryt)                          | Serbia i Czarnogóra  | 83–68              | Turcja             | Rosja                | 92–70                | Hiszpania            |
| 2004 | (Amaliada i Pirgos)               | Francja              | 65–60              | Rosja              | Turcja               | 75–69                | Litwa                |
| 2005 | (León)                            | Turcja               | 61–55              | Francja            | Hiszpania            | 70–63                | Litwa                |
| 2006 | (Linares, Andújar i Martos)       | Hiszpania            | 110–106            | Rosja              | Serbia i Czarnogóra  | 85–69                | Chorwacja            |
| 2007 | (Jerapetra, Retimno i Heraklion)  | Serbia               | 56–55              | Hiszpania          | Litwa                | 65–55                | Turcja               |
| 2008 | (Chieti)                          | Litwa                | 75–33              | Czechy             | Turcja               | 77–65                | Francja              |
| 2009 | (Kowno)                           | Hiszpania            | 70–64              | Litwa              | Serbia               | 75–69                | Polska               |
| 2010 | (Bar)                             | Chorwacja            | 80–52              | Litwa              | Turcja               | 75–64                | Hiszpania            |
| 2011 | (Pardubice, Hradec Králové)       | Chorwacja            | 67–57              | Czechy             | Hiszpania            | 61–53                | Francja              |
| 2012 | (Poniewież, Wilno) i (Windawa)    | Turcja               | 66–61              | Francja            | Serbia               | 83–69                | Włochy               |
| 2013 | (Kijów)                           | Hiszpania            | 65–63              | Serbia             | Grecja               | 78–50                | Włochy               |
| 2014 | (Ryga, Ogre, Lipawa, Grobiņa)     | Francja              | 78–53              | Łotwa              | Hiszpania            | 77–73                | Turcja               |
| 2015 | (Kowno)                           | Bośnia i Hercegowina | 85–83              | Litwa              | Turcja               | 83–72                | Hiszpania            |
| 2016 | (Radom)                           | Hiszpania            | 74–72              | Litwa              | Turcja               | 77–70                | Chorwacja            |
| 2017 | (Podgorica)                       | Francja              | 75–68              | Czarnogóra         | Serbia               | 76–71                | Chorwacja            |

### Występy według krajów
| Miejsce | Kraj                 | Złoto | Srebro | Brąz | Razem |
| ------- | -------------------- | ----- | ------ | ---- | ----- |
| 1       | Jugosławia*          | 5     | 2      | 2    | 9     |
| 2       | Serbia               | 5     | 1      | 3    | 9     |
| 3       | Hiszpania            | 3     | 6      | 6    | 15    |
| 4       | Turcja               | 3     | 1      | 5    | 9     |
| 5       | ZSRR*                | 3     | 0      | 3    | 6     |
| 6       | Chorwacja            | 3     | 0      | 0    | 3     |
| 7       | Grecja               | 2     | 3      | 2    | 7     |
| 8       | Francja              | 2     | 2      | 0    | 4     |
| 9       | Włochy               | 1     | 4      | 2    | 7     |
| 10      | Litwa                | 1     | 3      | 1    | 5     |
| 11      | Bośnia i Hercegowina | 1     | 0      | 0    | 1     |
| 12      | Rosja                | 0     | 4      | 2    | 6     |
| 13      | Czechy               | 0     | 2      | 0    | 2     |
| 14      | Łotwa                | 0     | 1      | 0    | 1     |
| 15      | RFN                  | 0     | 0      | 2    | 2     |
| 16      | Izrael               | 0     | 0      | 1    | 1     |

- FIBA uwzględnia wyniki reprezentacji Socjalistycznej Federacyjnej Republiki Jugosławii i ZSRR osobno od wyników Federalnej Republiki Jugosławii/Serbii i Czarnogóry/Serbii i Rosji[1].

### Reprezentacja Polski na mistrzostwach
- 1973 – 9. miejsce
- 1975 – 14. miejsce
- 1977 – 9. miejsce
- 1981 – 11. miejsce
- 1989 – 11. miejsce
- 1993 – 11. miejsce
- 1999 – 10. miejsce
- 2004 – 14. miejsce
- 2005 – 15. miejsce
- 2008 – 14. miejsce
- 2009 – 4. miejsce
- 2010 – 11. miejsce
- 2011 – 14. miejsce
- 2012 – 6. miejsce
- 2013 – 12. miejsce
- 2014 – 15. miejsce
- 2016 – 15. miejsce

### MVP
| Rok  | Laureat             |
| ---- | ------------------- |
| 1997 | Andriej Kirilenko   |
| 1999 | Aleksandar Gajić    |
| 2001 | Veljko Tomović      |
| 2003 | Nemanja Aleksandrow |
| 2004 | Witalij Kuzniecow   |
| 2005 | Antoine Diot        |
| 2006 | Ricky Rubio         |
| 2007 | Dejan Musli         |
| 2008 | Jonas Valančiūnas   |
| 2009 | Tauras Jogėla       |
| 2010 | Dario Šarić         |
| 2011 | Mario Hezonja       |
| 2012 | Okben Ulubay        |
| 2013 | Stefan Peno         |
| 2014 | Killian Tillie      |
| 2015 | Džanan Musa         |
| 2016 | Usman Garuba        |
| 2017 | Killian Hayes       |

### Liderzy strzelców
| Liderzy według średniej punktowej | Liderzy według średniej punktowej | Liderzy według średniej punktowej | Liderzy według sumy punktów | Liderzy według sumy punktów |
| Rok                               | Lider według średniej             | Śr.                               | Lider                       | Suma                        |
| --------------------------------- | --------------------------------- | --------------------------------- | --------------------------- | --------------------------- |
| 1971                              | Patrick Duvernois                 | 19                                | Patrick Duvernois           | 133                         |
| 1973                              | Władimir Tkaczenko                | 23,6                              | Hervé Dubuisson             | 201                         |
| 1975                              | G. Kragtwisk                      | 22,5                              | G. Kragtwisk                | 180                         |
| 1977                              | Georgi Głuszkow                   | 22,4                              | Georgi Głuszkow             | 157                         |
| 1979                              | J. Pachayani                      | 26,2                              | Zoran Čutura                | 167                         |
| 1981                              | Dražen Petrović                   | 32,4                              | Dražen Petrović             | 227                         |
| 1983                              | Levent Topsakal                   | 28,4                              | Levent Topsakal             | 199                         |
| 1985                              | Nadav Henefeld                    | 24,9                              | Nadav Henefeld              | 174                         |
| 1987                              | Arijan Komazec                    | 28,4                              | Arijan Komazec              | 199                         |
| 1989                              | Nikolaos Oikonomu                 | 25                                | Nikolaos Oikonomu           | 175                         |
| 1991                              | Georgios Maslarinos               | 19                                | Georgios Maslarinos         | 133                         |
| 1993                              | Helgi Jónas Guðfinnsson           | 24,7                              | Helgi Jónas Guðfinnsson     | 173                         |
| 1995                              | Ilan Kadosh                       | 28,9                              | Ilan Kadosh                 | 179                         |
| 1997                              | Vlado Ilievski                    | 24,9                              | Sani Bečirovič              | 189                         |
| 1999                              | Nikos Zisis                       | 23,9                              | Nikos Zisis                 | 191                         |
| 2001                              | Linas Kleiza                      | 21,5                              | Linas Kleiza                | 172                         |
| 2003                              | Luigi Datome                      | 21,1                              | Nemanja Aleksandrow         | 162                         |
| 2004                              | Čavdar Kostov                     | 27,4                              | Čavdar Kostov               | 219                         |
| 2005                              | Nihad Đedović                     | 20,3                              | Matt Williams               | 166                         |
| 2006                              | Nihad Đedović                     | 25,3                              | David Jelínek               | 185                         |
| 2007                              | Richard Grznár                    | 27,8                              | Richard Grznár              | 222                         |
| 2008                              | Witalij Liutych                   | 22,8                              | Witalij Liutych             | 199                         |
| 2009                              | Paweł Iwanow                      | 23,4                              | Paweł Iwanow                | 187                         |
| 2010                              | Dario Šarić                       | 24,3                              |                             |                             |
| 2011                              | Aleksandyr Wezenkow               | 27,1                              |                             |                             |
| 2012                              | Matej Svoboda                     | 19,7                              |                             |                             |
| 2013                              | Furkan Korkmaz                    | 25,3                              |                             |                             |
| 2014                              | Džanan Musa                       | 23                                |                             |                             |
| 2015                              | Džanan Musa                       | 23                                |                             |                             |

## Dywizja B

### Rezultaty
| Rok  | Gospodarz             | Awans do dywizji A                                                                                            | Awans do dywizji A                                                                                            | Awans do dywizji A                                                                                            | Mecz o brązowy medal                                                                                          | Mecz o brązowy medal                                                                                          | Mecz o brązowy medal                                                                                          |
| Rok  | Gospodarz             | Złoto | Wynik | Srebro | Brąz | Wynik | 4. miejsce |
| ---- | --------------------- | --- | --- | --- | --- | --- | --- |
| 2004 | (Brighton)            | Islandia | Faza grupowa                                                                                                  | Macedonia Północna                                                                                            | Anglia | Faza grupowa                                                                                                  | Czechy |
| 2005 | (Prawec)              | Niemcy | 77–63 | Portugalia | Gruzja | 77–67 | Bośnia i Hercegowina                                                                                          |
| 2006 | (Tallinn)             | Czechy | 67–54 | Gruzja | Bułgaria | 85–75* | Austria |
| 2007 | (Skopje)              | Polska | 80–73 | Węgry | Szwecja | 66–65* | Anglia |
| 2008 | (Sarajewo)            | Niemcy | 76–69 | Czarnogóra | Bułgaria | 81–61 | Szwecja |
| 2009 | (São João da Madeira) | Bułgaria | 81–63 | Dania | Anglia | 78–63 | Słowenia |
| 2010 | (Tallinn)             | Czechy | 61–53 | Ukraina | Słowenia | 62–60 | Holandia |
| 2011 | (Strumica)            | Słowenia | 82–73 | Anglia | Bośnia i Hercegowina                                                                                          | 72–71 | Izrael |
| 2012 | (Bukareszt)           | Belgia | 56–46 | Czarnogóra | Szwecja | 79–55 | Węgry |
| 2013 | (Sarajewo)            | Dania | 72–69 | Bośnia i Hercegowina                                                                                          | Finlandia | 96–62 | Słowenia |
| 2014 | (Strumica)            | Czarnogóra | 76–73 | Izrael | Anglia | 84–60 | Czechy |
| 2015 | (Sofia)               | Estonia | 64–56 | Polska | Szwecja | 57–56 | Słowacja |
| 2016 | (Sofia)               | Rosja | 82–76 | Izrael | Słowenia | 79–71 | Ukraina |
| 2017 | (Sofia)               | Grecja | 74–60 | Holandia | Gruzja | 64–63 | Wielka Brytania                                                                                               |
| 2018 | (Sarajewo)            | Rosja | 83–77 | Bośnia i Hercegowina                                                                                          | Macedonia Północna                                                                                            | 84–66 | Czechy |
| 2019 | (Podgorica)           | Polska | 71–58 | Holandia | Dania | 85–54 | Czarnogóra |
| 2020 | (Sofia)               | Odwołane z powodu o pandemii COVID-19 w Bułgarii                                                              | Odwołane z powodu o pandemii COVID-19 w Bułgarii                                                              | Odwołane z powodu o pandemii COVID-19 w Bułgarii                                                              | Odwołane z powodu o pandemii COVID-19 w Bułgarii                                                              | Odwołane z powodu o pandemii COVID-19 w Bułgarii                                                              | Odwołane z powodu o pandemii COVID-19 w Bułgarii                                                              |
| 2021 | (Sofia)               | Odwołane z powodu pandemic COVID-19 w Europie. W zastępstwie rozegrano turniej FIBA U16 European Challengers. | Odwołane z powodu pandemic COVID-19 w Europie. W zastępstwie rozegrano turniej FIBA U16 European Challengers. | Odwołane z powodu pandemic COVID-19 w Europie. W zastępstwie rozegrano turniej FIBA U16 European Challengers. | Odwołane z powodu pandemic COVID-19 w Europie. W zastępstwie rozegrano turniej FIBA U16 European Challengers. | Odwołane z powodu pandemic COVID-19 w Europie. W zastępstwie rozegrano turniej FIBA U16 European Challengers. | Odwołane z powodu pandemic COVID-19 w Europie. W zastępstwie rozegrano turniej FIBA U16 European Challengers. |
| 2022 | (Sofia)               | | | | | | |

- Od 2012 trzeci zespół dywizji B jest także nagradzany awansem do dywizji A na kolejny turniej

### Bilans medalowy
| Miejsce | Kraj                                     | Złoto | Srebro | Brąz | Razem |
| ------- | ---------------------------------------- | ----- | ------ | ---- | ----- |
| 1       | Dania · Francja · Czarnogóra · Polska    | 1     | 1      |      |       |
| 5       | Bułgaria · Słowenia · Hiszpania · Turcja | 1     |        | 1    |       |
| 9       | Belgia · Czechy · Estonia · Niemcy       | 1     |        |      |       |
| 13      | Anglia                                   |       | 1      | 2    |       |
| 14      | Bośnia i Hercegowina                     |       | 1      | 1    |       |
| 15      | Węgry · Izrael · Rosja · Ukraina         |       | 1      |      |       |
| 19      | Szwecja                                  |       |        | 2    |       |
| 20      | Finlandia · Serbia                       |       |        | 1    |       |

- Po mistrzostwach Europy 2015

### Reprezentacja Polski na mistrzostwach
- 2007, 2019 – mistrzostwo Europy dywizji B
- 2015 – wicemistrzostwo Europy dywizji B

### MVP
| Rok  | Laureat       |
| ---- | ------------- |
| 2014 | Milos Popović |

### All-Tournament Team
| Rok  | Skład najlepszych zawodników turnieju                                           |
| ---- | ------------------------------------------------------------------------------- |
| 2014 | Milos Popović, Ognjen Carapić, Yovel Zoosman, Carl Wheatle, Nenad Dimitrijevikj |

## Dywizja C – rezultaty
| Miejsce | Kraj              | Złoto | Srebro | Brąz | Razem |
| ------- | ----------------- | ----- | ------ | ---- | ----- |
| 1       | Cypr              | 2     |        | 1    |       |
| 2       | Andora            | 2     |        | 2    |       |
| 3       | Szkocja           | 1     | 4      | 2    |       |
| 4       | Luksemburg        | 1     | 2      |      |       |
| 5       | San Marino        | 1     | 1      |      |       |
| 6       | Gibraltar · Malta | 1     |        | 1    |       |
| 7       | Monako            | 1     |        |      |       |
| 8       | Walia             |       | 1      | 2    |       |
| 9       | Kosowo            |       | 1      |      |       |
| 10      | Mołdawia          |       |        | 1    |       |